# Trogoderma antennale
Trogoderma antennale is een keversoort uit de familie spektorren (Dermestidae). De wetenschappelijke naam van de soort werd in 1893 gepubliceerd door Thomas Broun.